# Тампа (Канзас)
Тампа (енгл. Tampa) град је у америчкој савезној држави Канзас.

## Демографија
По попису из 2010. године број становника је 112, што је 32 (-22,2%) становника мање него 2000. године.
| Група             | 2000.       | 2010.       |
| Белци             | 131 (91,0%) | 109 (97,3%) |
| Афроамериканци    | 0 (0,0%)    | 0 (0,0%)    |
| Азијати           | 0 (0,0%)    | 0 (0,0%)    |
| Хиспаноамериканци | 13 (9,0%)   | 1 (0,9%)    |
| Укупно            | 144         | 112         |